# عفريت (المهرة)

تعديل مصدري - تعديل

عفريت هي إحدى قرى عزلة عتاب بمديرية سيحوت التابعة لمحافظة المهرة، بلغ تعداد سكانها 176 نسمة حسب تعداد اليمن لعام 2004.